# Crithagra reichenowi
Crithagra reichenowi е вид птица от семейство Чинкови (Fringillidae).

## Разпространение
Видът е разпространен в Джибути, Етиопия, Кения, Сомалия, Танзания, Уганда и Южен Судан.